# Long Creek (Oregon)
Long Creek és una població dels Estats Units a l'estat d'Oregon. Segons el cens del 2000 tenia 228 habitants.

## Demografia
Segons el cens del 2000, Long Creek tenia 228 habitants, 96 habitatges, i 60 famílies. La densitat de població era de 86,3 habitants per km².
Dels 96 habitatges en un 31,3% hi vivien nens de menys de 18 anys, en un 53,1% hi vivien parelles casades, en un 8,3% dones solteres, i en un 36,5% no eren unitats familiars. En el 30,2% dels habitatges hi vivien persones soles el 12,5% de les quals corresponia a persones de 65 anys o més que vivien soles. El nombre mitjà de persones vivint en cada habitatge era de 2,38 i el nombre mitjà de persones que vivien en cada família era de 2,93.
Per edats la població es repartia de la següent manera: un 27,2% tenia menys de 18 anys, un 3,9% entre 18 i 24, un 28,5% entre 25 i 44, un 24,1% de 45 a 60 i un 16,2% 65 anys o més.
L'edat mediana era de 39 anys. Per cada 100 dones de 18 o més anys hi havia 102,4 homes.
La renda mediana per habitatge era de 31.250$ i la renda mediana per família de 33.393$. Els homes tenien una renda mediana de 29.583$ mentre que les dones 16.875$. La renda per capita de la població era de 16.076$. Aproximadament el 17,5% de les famílies i el 17,2% de la població estaven per davall del llindar de pobresa.

## Poblacions més properes
El següent diagrama mostra les poblacions més properes.